# 死亡フラグシリーズ
『死亡フラグシリーズ』（しぼうフラグシリーズ）は、七尾与史による日本の推理小説のシリーズ。
貧乏フリーライターの陣内と彼の高校時代の先輩である天才投資家の本宮のコンビがさまざまな事件に立ち向かう。主人公の陣内とは別に、何人かの登場人物の視点でストーリーがそれぞれに展開し、やがてそれが一つの事件へと収斂していく手法がとられている。

## 概要
シリーズ第1弾である『死亡フラグが立ちました!』は第8回『このミステリーがすごい!』大賞隠し玉（編集部推薦）に選ばれ、デビュー作となった。
最終選考選評において、審査員の大森望は「題名・設定ともにいかにもB級っぽい『死亡フラグが立ちました!』は、意外にもどんどんまともな方向へ進んでいく」、香山二三郎は「軽タッチ、バカミス仕掛けの犯罪小説」と評し、「トンデモない殺し屋探しの行方は充分楽しいのですが、各エピソードを引っ張り過ぎて少し間延びした感あり」としながらも、「著者にはこのスタイルが合っているような。コメディ系の作品は貴重だし、この作風での再挑戦を期待します」と評価した。また、茶木則雄は「状況次第では、昨年同様のダブル受賞、ダブル優秀賞もあるかと思ったが、刈り込み不足で長すぎる、という意見には賛同せざるを得ない」と惜しむ評価をした。
それらの意見を元に、当初原稿用紙800枚だったものを大幅改稿し半分近くまで削り、2010年7月に、宝島社から文庫が出版され、24万部突破のベストセラーになった。シリーズ累計では54万部を突破している
。
また、2012年5月15日に日本テレビ系列のバラエティー番組「超再現!ミステリー」にて映像化され、2019年10月25日から12月13日まで関西テレビ放送の「カンテレドラマらぼ」枠で連続ドラマ化された。ドラマ化を記念して、LINEノベルにおいて改稿前の『このミステリーがすごい!』大賞に応募した当時の版が『死亡フラグが立ちました!【無修正版】』として公開された。

## シリーズ一覧

### 死亡フラグが立ちました! 凶器は…バナナの皮?!殺人事件
- 2010年7月6日発売[7]、宝島社文庫 ISBN 978-4-79-667725-7

売れないフリーライターの陣内は、都市伝説をテーマにしたオカルト雑誌『アーバン･レジェンド』売り上げ倍増のために、編集長の岩波から「死神」とコンタクトをとる方法を探ってくるよう命じられる。「死神」とは、周到に張り巡らせた罠で偶然を装い、事故死に見せかけて人を殺す殺し屋で、「死神」からジョーカーのカードを受け取った者は24時間以内に確実に死ぬといわれている。
何の手がかりもなく途方に暮れていた陣内は、『アーバン・レジェンド』の愛読者であるヤクザの松重から、組長の死は事故死で片付けられたが実際は死神の仕業で、それを依頼したのは同じ組内の男ではないかと疑っている、という話しを聞かされる。半信半疑で、当時の防犯カメラの映像を見せてもらうが、組長が足を滑らせて鉄アレイに頭をぶつける場面が映し出されるだけで、やはり事故死には疑いようがないと思われた。しかし、松重が組長の机の引き出しからみつかったというジョーカーのカードを出したことで、死神の信憑性はにわかに高まる。
陣内は、頼れる先輩である本宮とともに調査に乗り出すことにした。

### 死亡フラグが立ちました! カレーde人類滅亡?!殺人事件
- 2012年11月6日発売[3]、宝島社文庫 ISBN 978-4-80-020398-4

一見、何の変哲もない風景が映っているだけだが、「観たら死ぬ」と噂されているネット動画の真偽を確かめ、無理やりでも呪いということにでっちあげるよう岩波から命令された陣内。早速、取材を始めたものの情報がまったく集まらず、すぐに行き詰ってしまう。何か記事をでっちあげるヒントにでもなれば、と大学で准教授をしている秋山を訪ねる。秋山は西洋民俗学を専攻しているが、呪いや魔女についてトンデモな研究をしているせいで、学会からはつまはじきにされている人物。秋山は陣内の取材を快く引き受け、中世のヨーロッパで絶大な力を持っていた魔女の一族であるアベーユ家が魔女狩りから逃れ、今では日本に潜伏している、という突拍子もない話を始める。さらに、アベーユ一族が地球征服を狙っており、それを止められるのは今年の11月に生まれてくる救世主だけだと、熱く語りだす始末。あまりの荒唐無稽さに陣内は無駄足だったと落胆する。
一方その頃、警視庁の若手官僚である敷島は警察庁長官から直々に、ある特命を受けていた。それは、11月出産予定の妊婦が次々と変死している事件の捜査だった。

### 死亡フラグが立つ前に（短編集）
- 2013年12月5日発売[8]、宝島社文庫 ISBN 978-4-80-022026-4

死亡フラグが立ちましたのずっと前（初出：『このミステリーがすごい！』大賞作家書き下ろしBOOK vol.2）
高校時代の陣内と本宮のエピソード。ゲームセンターのシューティングゲームをクリアした本宮の元に次々と刺客が送り込まれてくる。
死亡フラグが立つ前に（初出：別冊宝島1749『このミステリーがすごい！』大賞作家書き下ろし オール・ミステリー）
陣内の友人の冬馬が、狩られる者にしかその姿が見えない「狩猟者」と呼ばれる異界の存在に追われる。不死身の「狩猟者」から逃れながら、その正体と撃退法を探っていく。
キルキルカンパニー（初出：『このミステリーがすごい！』大賞作家書き下ろしBOOK）
殺し屋専門の人材派遣会社「キルキルカンパニー」で殺し屋になるためのレクチャーを受ける羽目になった山道。卒業試験でターゲットとされる男に近づく。
ドS編集長のただならぬ婚活（初出：『このミステリーがすごい！』大賞作家書き下ろしBOOK vol.3）
探偵の財前は本宮の依頼を受けて岩波の弱点を探るうち、岩波を付け狙う女の存在に気づく。

### 死亡フラグが立ちました! 超絶リアルゲーム実況殺人事件
- 2019年10月4日発売[4]、宝島社文庫 ISBN 978-4-80-029899-7

## 登場人物
陣内トオル（じんない とおる）〈29〉
売れないフリーライター。
主にオカルト雑誌『アーバン・レジェンド』に怪しげなネタを寄稿して食いつないでいるが、本人はいたって善良な現実主義者。そこそこイケメン。何か困ったことが起こると、すぐに先輩の本宮に助けを求める。
本宮昭夫（もとみや あきお）〈30〉
陣内の高校時代の1学年上の先輩。東大卒の天才投資家。
一度も定職に就いたことはなく、バイトで溜めた20万円を元手に株式投資を始め、いまやその資産は100億を超える。学業優秀なだけでなく喧嘩もめっぽう強く、阿波踊りのような拳法で相手を倒す。陣内とは高校で同じバドミントン部に所属していて、ダブルスのパートナーでもあった。陣内の相談事になんでも乗り、絶妙なアドバイスを与える。小柄な割に頭だけが大きく、腹話術の人形のような外見。ハーモニカの才能もあり、いつも首からハーモニカを提げている。
岩波美里（いわなみ みさと）〈(自称)27〉
陣内が出入りしている、破綻寸前の出版社「文蔵社」の編集長。
数々の雑誌を手がけては廃刊に追い込んでおり、唯一存続しているのは都市伝説をテーマにしたオカルト雑誌『アーバン・レジェンド』のみ。自称、「美人敏腕編集長」。仕事に行き詰ると、「男はいねぇか」とわめき始める。雑誌の売り上げのためならでっち上げもいとわないが、机上で空想しただけの手抜き記事では納得せず、取材源や裏づけが明らかなものでないと認めないという、仕事に対する厳しさも持ち合わせている。そのため、陣内にいつも無理難題をおしつけることになる。

## バラエティ
- 超再現!ミステリー（2012年5月15日、日本テレビ、原作：死亡フラグが立ちました!）

## テレビドラマ
2019年10月25日から12月13日までカンテレ（関西ローカル）の「カンテレドラマらぼ」枠（毎週金曜（木曜深夜）0時25分 - 0時55分）で「『このミス』大賞ドラマシリーズ」の第3弾として放送されていたテレビドラマである。全8話。主演は小関裕太。小関は本作が初の連続ドラマ単独主演作となった。原作者の七尾与史が、第7話に陣内の同僚ライター役で特別出演している。
なお、オンエア終了後はU-NEXTで独占配信が行われる。

### キャスト
- 陣内トオル - 小関裕太
- 本宮昭夫 - 塚地武雅[12]
- 橋元 - 笠原秀幸[12]
- 岩波美里 - 明星真由美[12]
- 黒谷麻美 - 林田岬優[12]
- サカモトアツシ - 高崎翔太[12]
- 渥美真由 - 三村朱里
- 渥美君子 - ふせえり
- キャサリン - AnnA
- 霊媒師 - 橘レイア
- 怪しい女 - 川村紗也
- ルミ - 松岡里英
- 菜々美 - 水野瑛
- 靖子 - 寺田御子
- 警察署長・藤堂 - 佐藤二朗[13]
- 松重竜次 - 寺脇康文[12]

### スタッフ
- 原作 - 七尾与史『死亡フラグが立ちました!』（宝島社）
- 脚本 - 金沢達也
- 監督 - 吉原通克
- 編集 - 吉原通克
- 音楽 - PAKshin
- 主題歌 - ナナヲアカリ『イエスマンイズデッド』（ソニー・ミュージックレーベルズ）[14]
- 挿入歌 - Qyoto『歪んだターゲット』（アリオラジャパン）[15]
- 制作 - 堤天心、岡田美穂
- 企画 - 宮本敬、小寺健太、柳原祥広
- プロデューサー - 浅原和博、池田篤史、林絵理、岩本勤
- 制作協力 - コクーン
- 制作・著作 - U-NEXT、カンテレ

### 放送日程
| 話数 | 放送日   | サブタイトル                                |
| ---- | -------- | ------------------------------------------- |
| #1   | 10月25日 | 伝説の殺し屋・死神を追え!組長の死の真相     |
| #2   | 11月01日 | 死神の罠から逃れられるのか?ドタバタ珍道中!  |
| #3   | 11月08日 | ホテル爆破からの脱出!最後の晩餐は恐怖の味?  |
| #4   | 11月15日 | どうなる松重!幸せなキッスは死への階段!?     |
| #5   | 11月22日 | 新章突入!友の敵と最愛の人の間で揺れ動く純情 |
| #6   | 11月29日 | 今日からボクがターゲット!?編集長の黒い企み  |
| #7   | 12月05日 | 名コンビ復活!?大人気女優の正体を探れ!       |
| #8   | 12月13日 | 生か死か!?それでもボクは彼女を愛してる!     |

| 関西テレビ カンテレドラマらぼ                       | 関西テレビ カンテレドラマらぼ                          | 関西テレビ カンテレドラマらぼ                     |
| 前番組                                              | 番組名                                                 | 次番組                                            |
| --------------------------------------------------- | ------------------------------------------------------ | ------------------------------------------------- |
| 『このミス』大賞ドラマシリーズ 名もなき復讐者 ZEGEN | 『このミス』大賞ドラマシリーズ 死亡フラグが立ちました! | 『このミス』大賞ドラマシリーズ 連続殺人鬼カエル男 |